# Sierra County, Kalifornien
Sierra County är ett county i delstaten Kalifornien, USA. Den administrativa huvudorten (county seat) är Downieville.

## Geografi
Enligt United States Census Bureau har countyt en total area på 2 492 km². 2 468 km² av den arean är land och 23 km² är vatten.

### Angränsande countyn
- Nevada County, Kalifornien - syd
- Yuba County, Kalifornien - väst
- Plumas County, Kalifornien - nord
- Lassen County, Kalifornien - nordost
- Washoe County, Nevada - öst